# Christian Zeiger

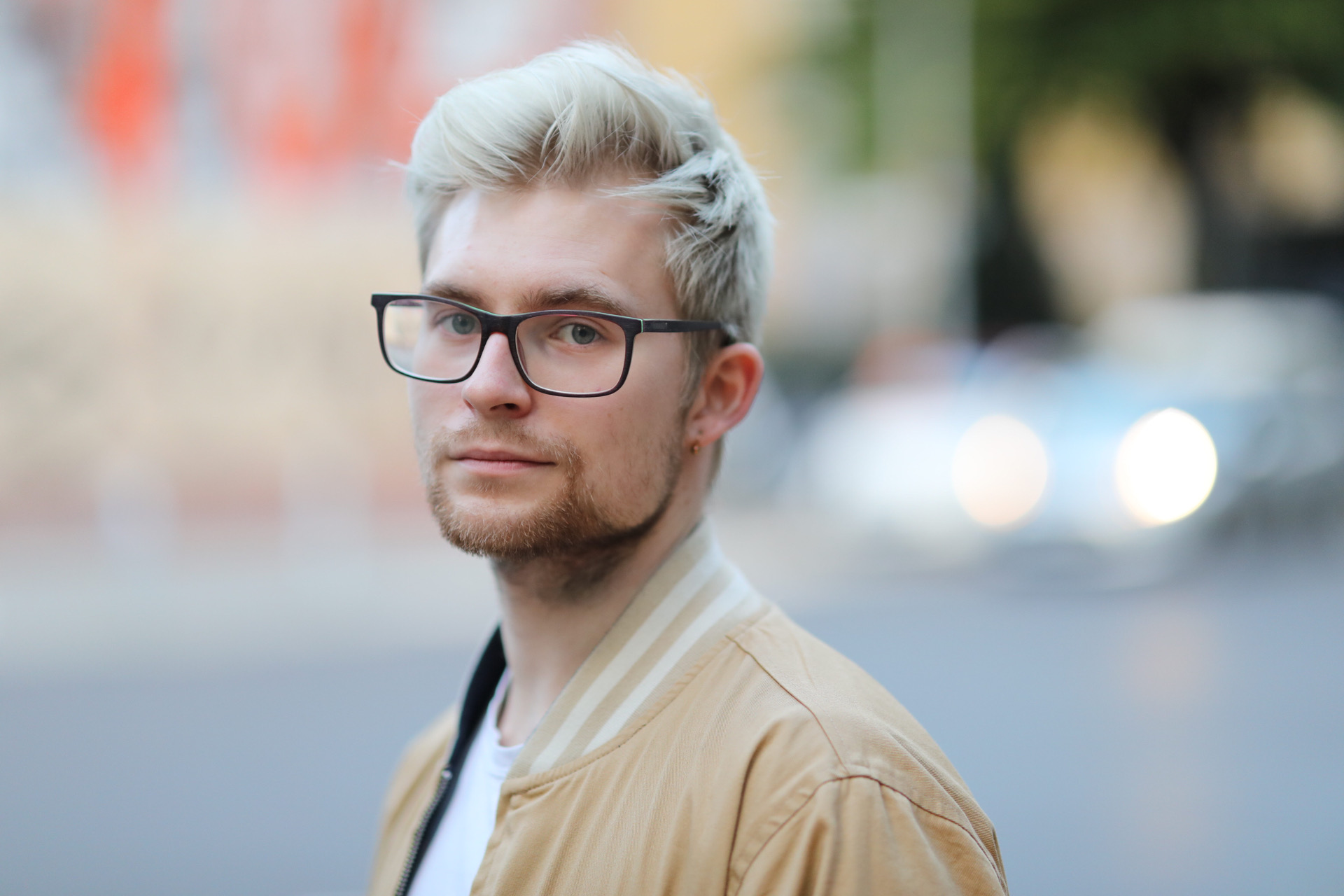
Christian Zeiger (2022)

Christian Zeiger (* 21. Mai 1992 in Potsdam) ist ein deutscher Synchron-, Hörspiel- und Hörbuchsprecher sowie Dialogregisseur und Dialogbuchautor.

## Leben
Bei einem Kindercasting wurde er für eine Rolle in der Serie Eine himmlische Familie gecastet. Kurz darauf wurde er die Synchronstimme des Ringel in der Animationsfilmserie Au Schwarte!. Danach folgten eine Vielzahl kleinerer und größerer Synchronrollen. Für die Rolle des Charlie Bucket, gespielt von Freddie Highmore, im Film Charlie und die Schokoladenfabrik wurde er im Jahr 2006 für den Deutschen Synchronpreis der Kategorie Nachwuchs nominiert. Weitere bekannte Synchronrollen hatte er im Film Die letzte Legion als Romulus Augustus, gespielt von Thomas Brodie-Sangster, und in Der Klang des Herzens als August Rush, wiederum gespielt von Freddie Highmore. In der Jugendserie iCarly lieh er Nathan Kress in der Rolle des Freddie Benson seine Stimme. Außerdem leiht er seit 2012 Lloyd Garmadon in Ninjago und Ninjago: Aufstieg der Drachen seine Stimme; in der Netflix-Serie Tote Mädchen lügen nicht vertonte er den von Dylan Minnette verkörperten Hauptcharakter Clay Jensen. In der Animeserie Black Butler spricht Zeiger Alois Trancy, in Attack on Titan Staffel 1–4 spricht er Armin Arlert, in Haikyu!! den Charakter Shōyō Hinata. Seit 2016 leiht er Tom Holland seine Stimme.
Eine Hauptfigur in einer Hörspielserie spricht er seit 2020 in Howard Phillips Lovecraft – Chroniken des Grauens mit dem jungen Polizisten „Brown“.
Von August 2022 bis März 2024 war Zeiger Teil des YouTube-Projektes „Dice Actors“ zusammen mit Rieke Werner, Patrick Baehr, Tim Schwarzmaier und Patrick Keller.

## Synchronrollen (Auswahl)
Nathan Kress
- 2007–2012 iCarly als Freddie Benson
- 2014: Storm Hunters als Trey Fuller
- 2017: Game Shakers – Jetzt geht’s App als Nathan Kress
- 2021–2023: iCarly als Freddie Benson

Sam Vincent
- 2011–2022: Ninjago als Lloyd Garmadon
- 2016: Ninjago: Tag der Erinnerungen als Lloyd Garmadon
- seit 2023: Ninjago: Aufstieg der Drachen als Lloyd Garmadon

Thomas Brodie-Sangster
- 2005: Eine zauberhafte Nanny als Simon Brown
- 2007: Die letzte Legion als Romulus
- 2009: Nowhere Boy als Paul McCartney
- 2014: Maze Runner – Die Auserwählten im Labyrinth als Newt
- 2015: Maze Runner – Die Auserwählten in der Brandwüste als Newt
- 2018: Maze Runner – Die Auserwählten in der Todeszone als Newt
- 2023: The Artful Dodger als Dr. Jack Dawkins

Tom Holland
- 2016: The First Avenger: Civil War als Peter Parker/Spider-Man
- 2017: Spider-Man: Homecoming als Peter Parker/Spider-Man
- 2017: Gottes Wege sind Blutig als Novize Diarmuid
- 2018: Avengers: Infinity War als Peter Parker/Spider-Man
- 2019: Avengers: Endgame als Peter Parker/Spider-Man
- 2019: Spider-Man: Far From Home als Peter Parker/Spider-Man
- 2020: Die fantastische Reise des Dr. Dolittle als Jip
- 2020: Onward: Keine halben Sachen als Ian Lightfoot
- 2020: The Devil All the Time als Arvin Russell
- 2021: Cherry – Das Ende aller Unschuld als Cherry
- 2021: Chaos Walking als Todd Hewitt
- 2021: Spider-Man: No Way Home als Peter Parker/Spider-Man
- 2022: Uncharted als Nathan Drake
- 2023: The Crowded Room als Danny Sullivan

### Filme (Auswahl)
- 2017: Dave Franco in The LEGO Ninjago Movie als Lloyd Montgomery Garmadon
- 2019: Griffin Gluck in Wie Jodi über sich hinaus wuchs als Jack Dunkleman
- 2019: in Her Blue Sky als Bamba
- 2022: Atom Mizuishi in Fullmetal Alchemist: The Revenge of Scar als Alphonse Elric
- 2022: Dylan Minnette in Scream als Wes Hicks
- 2022: Tsubasa Yonaga in Free! the Final Stroke - the Second Volume als Nagisa Hazuki
- 2023: Natsuki Hanae in Black Clover: Sword of the Wizard King als Rill Boismortier
- 2024: Shuugo Nakamura in Blue Lock: Episode Nagi als Gin Gagamaru
- 2024: Ayumu Murase in Haikyu!! Das Play-off der Müllhalde als Shoyo Hinata

### Serien (Auswahl)
- 2012–2021: Cameron Monaghan in Shameless als Ian Gallagher
- 2014, 2018: Dante Basco in Star Wars Rebels als Jai Kell
- seit 2016: Marina Inoue in Attack on Titan als Armin Arlert
- 2016: Lorenzo James Henrie in Marvel’s Agents of S.H.I.E.L.D als Gabe Reyes
- seit 2016: Miraculous – Geschichten von Ladybug und Cat Noir als Nino
- 2017–2019: In Die fantastische Welt von Gumball als Darwin
- 2017–2020: In Haikyu!! als Shōyō Hinata
- 2017–2021: Ben Schwartz in DuckTales als Trick Duck
- 2017–2020: Dylan Minnette in Tote Mädchen lügen nicht (Fernsehserie) als Clay Jensen
- 2017–2021: Bruce Langley in American Gods (Fernsehserie) als Der Technische Junge
- 2017–2018: Wolkig mit Aussicht auf Fleischbällchen als Flint Lockwood
- 2017–2018: Toby Nichols & Jimmy Lanuti in Marvel’s Iron Fist als Danny Rand (jung)
- 2017–2019: Louis Hynes in Eine Reihe betrüblicher Ereignisse als Klaus Baudelaire
- 2018–2019: Darren Mann in Chilling Adventures of Sabrina als Lucas „Luke“ Chalfant
- 2018–2019: Insatiable als Brick Armstrong
- 2018–2019: Nobunaga Shimazaki in Sword Art Online: Alicization als Eugeo
- 2019: Megumi Ogata in Neon Genesis Evangelion als Shinji Ikari – 2. Synchronisation 2019 (Netflix)
- 2019: Ryan in Ein besonderes Leben (Special, Netflix 2019)
- 2020–2021: Ian Alexander in Star Trek: Discovery als Gray Tal
- seit 2021: Komi can’t communicate als Tadano Hitohito
- seit 2021: Sean Giambrone in Solar Opposites als Yumyulack
- 2021: Hudson Thames in What If…? als Peter Parker / Spider-Man
- 2021–2023: Kengo Kawanishi in Tokyo Revengers als Nahoya Kawata
- 2023: Zion Simpson in Dreamzzz als Jayden
- 2023: Vinny Thomas in Ahsoka als Senator Jai Kell
- seit 2024: in Alya flüstert mir auf Russisch süße Worte zu als Masachika Kuze
- 2024: Osric Chau in Avatar – Der Herr der Elemente als Tan
- seit 2025: Hudson Thames in Der freundliche Spider-Man aus der Nachbarschaft als Peter Parker / Spider-Man

### Videospiele (Auswahl)
- 2015: Lego Dimensions als Lloyd Montgomery Garmadon
- 2017: The Lego Ninjago Movie Video Game als Lloyd Montgomery Garmadon
- 2017: The Legend of Zelda: Breath of the Wild als Yunobo, der Goronenjunge
- 2020: Hyrule Warriors: Zeit der Verheerung als Yunobo, der Goronenjunge
- 2023: The Legend of Zelda: Tears of the Kingdom als Yunobo, der Goronenjunge

## Dialogregie (Auswahl)
- 2017–2019: Ninjago
- seit 2019: Demon Slayer
- 2020: Demon Slayer: Kimetsu no Yaiba – The Movie: Mugen Train
- 2023: Dungeons & Dragons: Ehre unter Dieben
- 2024: Avatar – Der Herr der Elemente

## Hörspiele / Hörbücher (Auswahl)
- 2014: Bibi und Tina: Die Voltigier-Show, KIDDINX (Hörspiel)
- 2014: Bibi und Tina: Das kleine Hufeisen, KIDDINX
- 2018: Ducktales Folge 1 – Das Original-Hörspiel zur TV-Serie, Warner Music DE (DuckTales (2017))
- 2020: Onward: Keine halben Sachen – Das Original-Hörspiel zum Film, Disney (Kiddinx)
- 2020: Marvel 5-Minuten-Geschichten, der Hörverlag, ISBN 978-3-8445-3877-9
- 2020: MARVEL – 24 Geschichten zum Advent, der Hörverlag, ISBN 978-3-8445-4008-6 (gemeinsam mit Norman Matt)
- 2021 (Audible): Anette Strohmeyer, Ivar Leon Menger, Hendrik Buchna, Carsten Steenbergen, Derek Meister und Eric Niemann: Die schwarze Stadt. Staffel 1
- 2024: J.K. Rowling & Evanna Lynch: Aus dem Zaubererarchiv, Pottermore Publishing & Audible (Lesung, u. a. mit Christoph Maria Herbst & Milena Karas)